# Ефройкин, Залман
Ефройкин Залман ( 18 апреля 1893, Векшни, Ковенская губерния — 1 октября 1966, Нью-Йорк ) — публицист, педагог, обществ. деятель. Один из организаторов еврейских школ и культурных учреждений в Латвии.

## Биография
Залман Ефройкин родился в местечке Векшни ( теперь — Векшняй ) в семье торговца зерном Рафаэля Ефройкина и Циры Нотелович. После Первой мировой войны окончил еврейскую учительскую семинарию в Риге. Некоторое время работал учителем.

В 1921 эмигрировал в США и обосновался в Нью-Йорке. Был одним из основателей и директором (с 1953 и до конца жизни) светской еврейской школы «Арбейтер ринг». 

Ефройкин был плодовитым редактором на идише и английском. Дебютировал в Либаве в русской газете «Либавский вестник» и в немецком издании «Либавская газета». Принимал участие в подготовке „Еврейской энциклопедии“ на идише и журнала о еврейском образовании. В 1943 он основал и редактировал детскую газету „Киндер цайтунг“ (Нью-Йорк). Редактировал журнал на идише «Культур ун дерциунг». Автор (совместно с Х.Безом) литературно-общественной хрестоматии «Унзер ворт» (1933), учебников для еврейских школ: «Майн шпрахбух» (1938), «Дос идише ворт» (1947), «Байм квал» (1948).

Ефройкин состоял в совете YIVO, исполнительном комитете Конгресса еврейской культуры, Еврейском комитете труда и газеты „Форвард“.